# San Nicolás (partido)
Pour les articles homonymes, voir San Nicolás.
San Nicolás de los Arroyos est un partido de la province de Buenos Aires fondé en 1736 dont le chef-lieu est San Nicolás de los Arroyos.

## Villes et localités
- San Nicolás de los Arroyos, chef-lieu
- Villa Campi
- Villa Canto